# Museo Guillermo Enrique Hudson
El Museo Guillermo Enrique Hudson se encuentra en Ingeniero Allan, partido de Florencio Varela, a mitad de camino entre la ciudad de Buenos Aires y La Plata. En diciembre de 2000, con la Ley Provincial 12.584, se lo declara Reserva Natural de Uso Múltiple (aproximadamente 54 ha) en homenaje al gran naturalista Guillermo Enrique Hudson, quien naciera en 1841 en ese paraje, conocido entonces como la "Estanzuela Los 25 Ombúes"
El principal fin de la reserva es educar y generar un espacio de reflexión y participación, así como un complemento de los programas de estudios tanto de escolares como de niveles superiores. Está destinada a inspirar respeto y amor hacia la naturaleza, tal como lo hizo el escritor durante toda su vida. Hudson legó un importante testimonio tanto de la fauna y la flora como de la gente de campo y su paisaje en el siglo XIX. Fue también no solo uno de los más importantes naturalistas de su época -primer ornitólogo argentino-, conservacionista, lírico o costumbrista, sino quizá también el primer etólogo conocido. Hasta la aparición de Hudson los naturalistas se limitaban a describir los comportamientos animales, pero fue el mismo Hudson quien intentó por primera vez dar explicaciones racionales a lo observado. Inspiró la primera ley de protección de las aves, y participó en la creación de la prestigiosa Royal Society for the Protection of Birds (R.S.P.B.).
La otra importante función de la Reserva es la de preservación de los ambientes. Se encuentra enmarcada dentro de las llamadas “Reservas Urbanas”, nombre destinado a designar extensiones naturales relativamente pequeñas, ubicadas en áreas urbanas o en zonas cercanas a la urbe. Cumplen una importante función educativa y demostrativa de procesos naturales y socioculturales; generando incluso identidad y nuevos hábitos en los habitantes cercanos. La Reserva Hudson preserva dos arroyos con más de 20 especies de peces. Y en total se han identificado cerca de 200 especies de vertebrados. Aves migratorias la visitan (churrinches, golondrinas, pecho-colorados, cuclillos, etc), algunas de las cuales se alimentan y reponen para sus largos viajes. Más de 200 especies de plantas vasculares, entre nativas y exóticas, repartidas en bosquecitos de talas (Celtis tala), estepa pampeana, bañados y pastizales, completan la oferta. Paisajísticamente también ha conservado las “lomas” de la llamada Pampa Ondulada, en lo alto de las cuales crecen pequeños talares.
Desde el siglo XVI se observa una retracción de la flora indígena en la provincia de Buenos Aires debido a las actividades agrícola-ganaderas. En épocas más recientes, la industrialización, la urbanización y la contaminación han afectado considerablemente a la flora de la provincia, al igual que a la fauna y, en mayor o menor medida, el recurso paisajístico. Dado que en el noreste de la provincia se encuentra la más grande aglomeración urbana de Argentina, es lógico toparse con la problemática social de miles de habitantes. Pese a la urbanización acelerada y a la ocupación de tierras, la reserva se ha mantenido como resultado de acciones gubernamentales y de la sociedad civil.
El rancho natal del gran escritor y naturalista, de más de 200 años de antigüedad, se erige entre enormes ombúes. Es lugar de peregrinaje y visita de numerosos turistas extranjeros atraídos por la prosa hudsoniana. Cuenta con una importante biblioteca de más de 15.000 libros, un salón de usos múltiples, el arboretum y un área de acampe. La biblioteca cuenta con un sector especializado en la obra del escritor y opera para difundir traducciones de sus obras entre los jóvenes de habla hispana. Asimismo, se está desarrollando un programa piloto de difusión de folletos en las escuelas de la región. Los mismos contienen traducciones actualizadas y comentarios relacionados con el conocimiento de la temática ambiental, de la cual Hudson fuera pionero. La entrada es libre y gratuita y hay visitas guiadas sábados, domingos y feriados para el público en general. Miércoles, jueves y viernes para grupos escolares. Durante la primera semana de agosto comunidades aborígenes celebran la tradicional fiesta de la Pachamama, en la que ofrendan y agradecen a la Madre Tierra. Es visitada por folkloristas, lugareños, fortines gauchos, artistas y personas interesadas en la actividad.

## Historia
Esta reserva se encuentra en una zona muy cotizada de la provincia de Buenos Aires. Desde 1929, Fernando Pozzo, médico quilmeño aficionado y estudioso de la obra de Hudson, descubre el lugar y forma una comisión de amigos, con los cuales se dedica al rescate del solar natal de Hudson. En 1949 el vizconde Davidson y su hermana donan unas 4 hectáreas para ser destinadas a museo y parque evocativo. El gobierno de la provincia de Buenos Aires las acepta mediante el Decreto N.º 3.061. Masao Tsuda, embajador del Japón en Argentina (1954), presidente de la Asociación Hudsoniana de Tokio, junto a la Asociación Amigos de Hudson en Argentina, realizan activas gestiones para tomar el control de la propiedad. Recién en 1957 la provincia de Buenos Aires crea el Museo y Parque Evocativo Guillermo Enrique Hudson por Decreto N° 7.641 con dependencia de la Dirección de Museos, Reservas e Investigaciones Culturales. A partir de 1991 se recibe la primera partida de las donaciones de distintas empresas y de la Asociación de Amigos y lectores de Guillermo E. Hudson del Japón. Se inicia la ampliación de tierras del museo en dirección al arroyo Las Conchitas. En 1996 se obtienen donaciones de organismos internacionales de Japón y de la Fundación Lloyds Bank. Colaboraron además muchos otros actores sociales.

## Galería

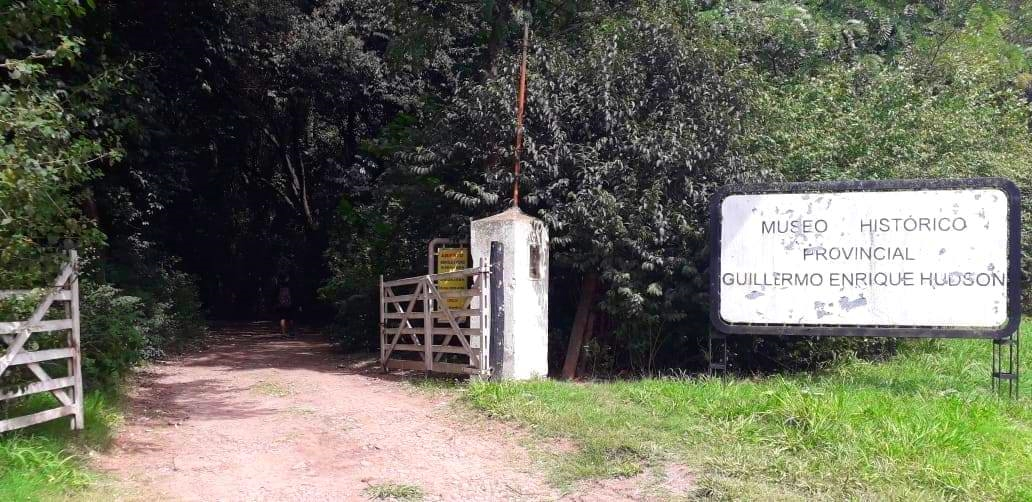
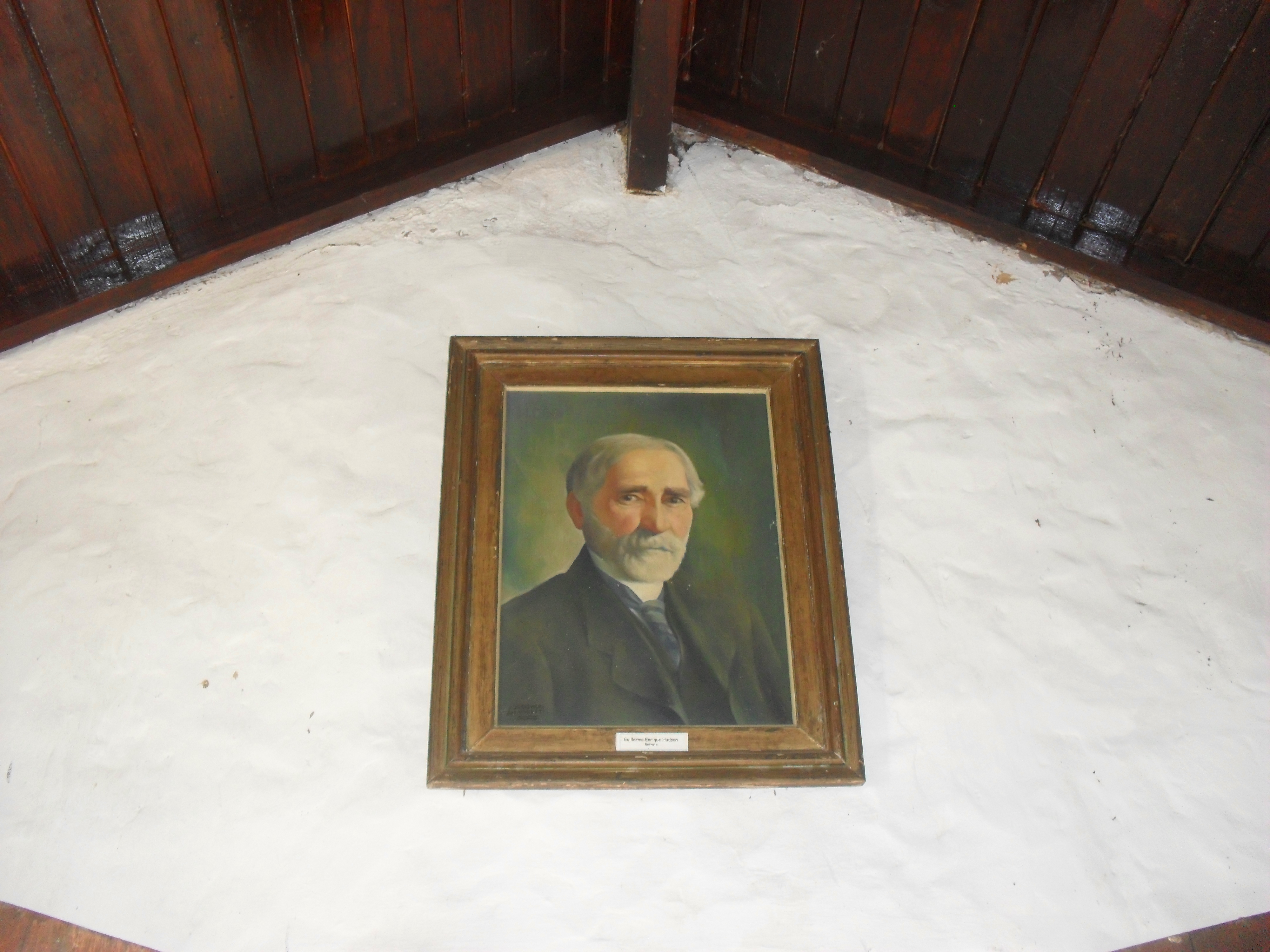
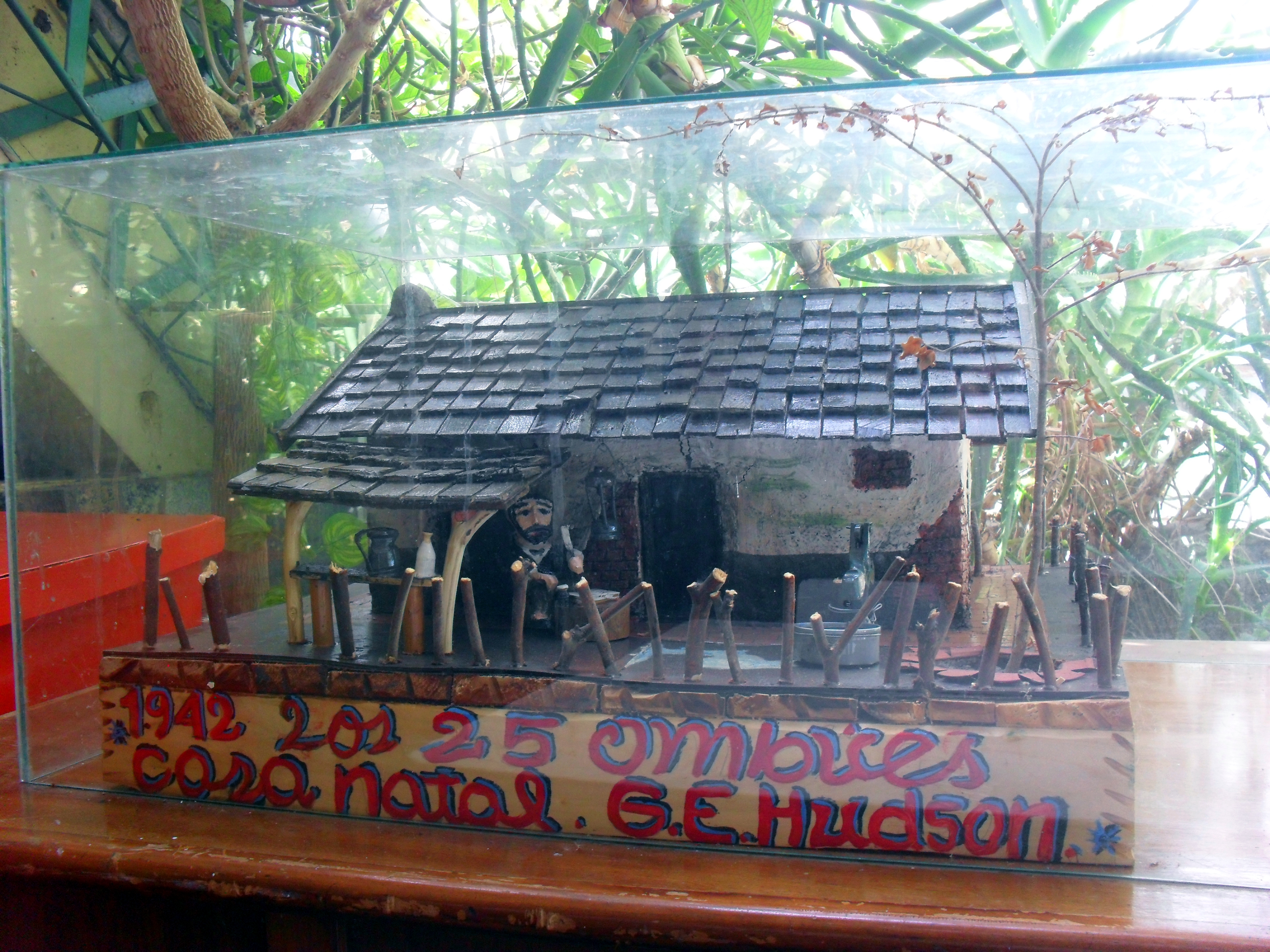
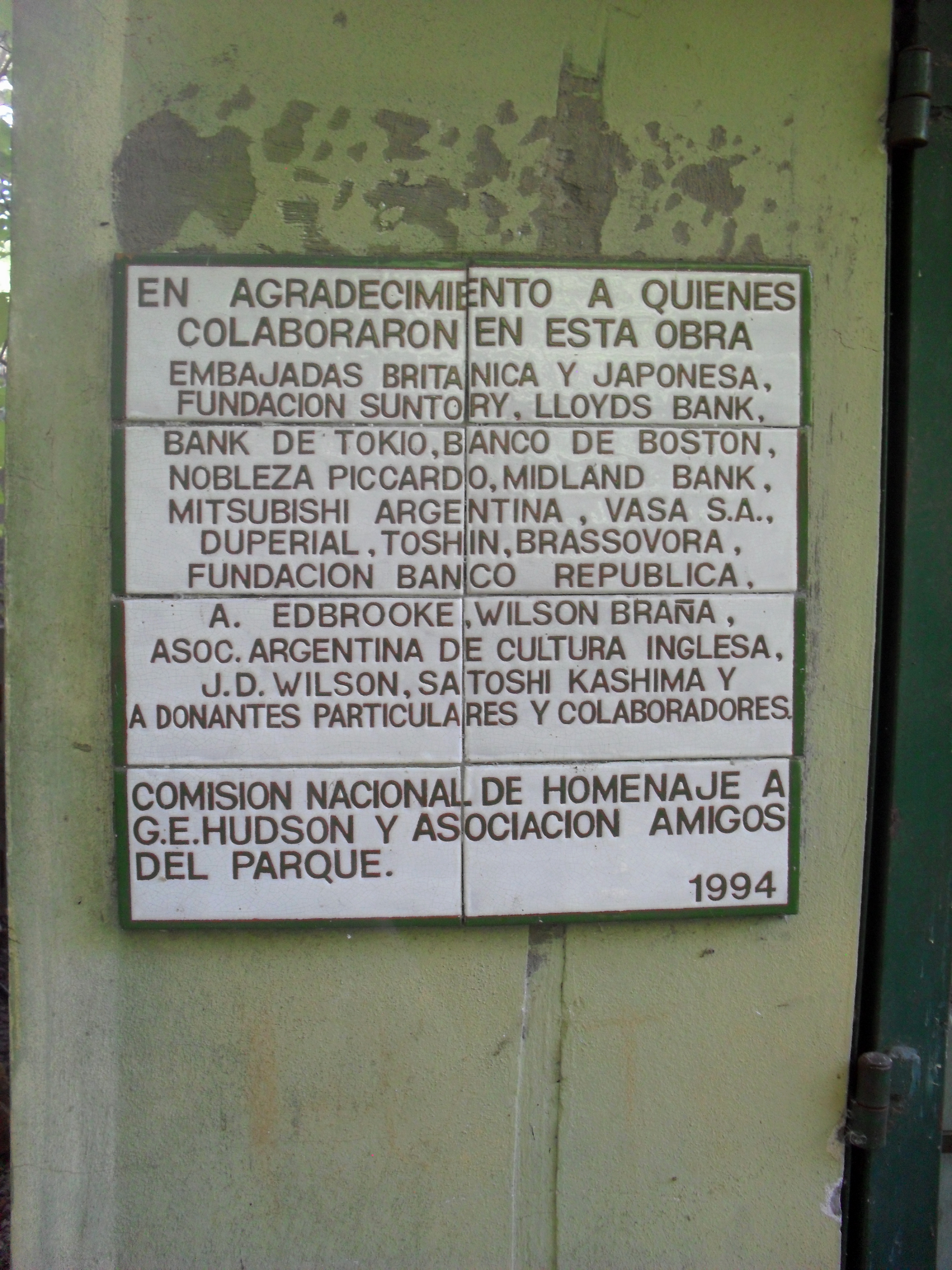
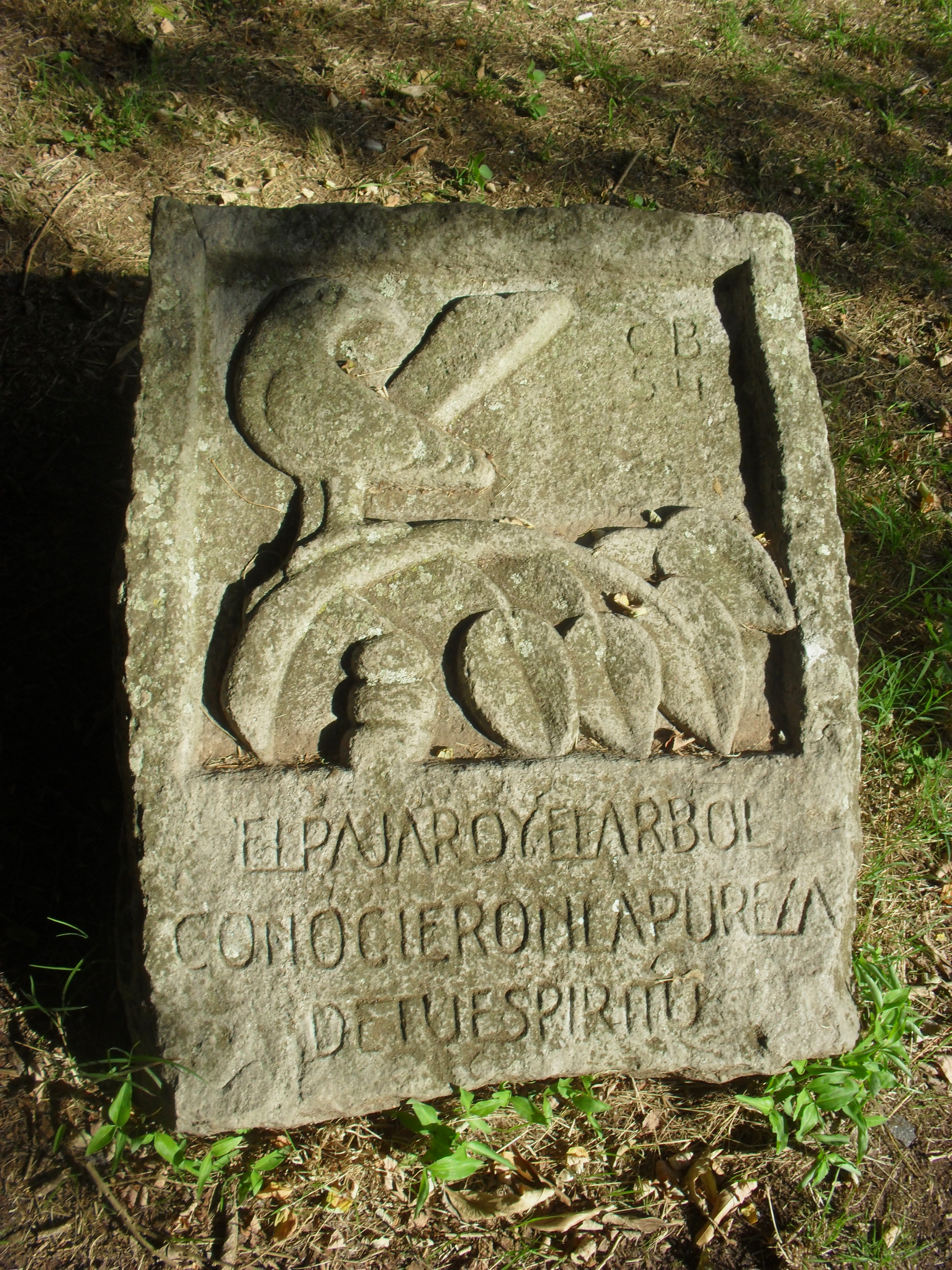
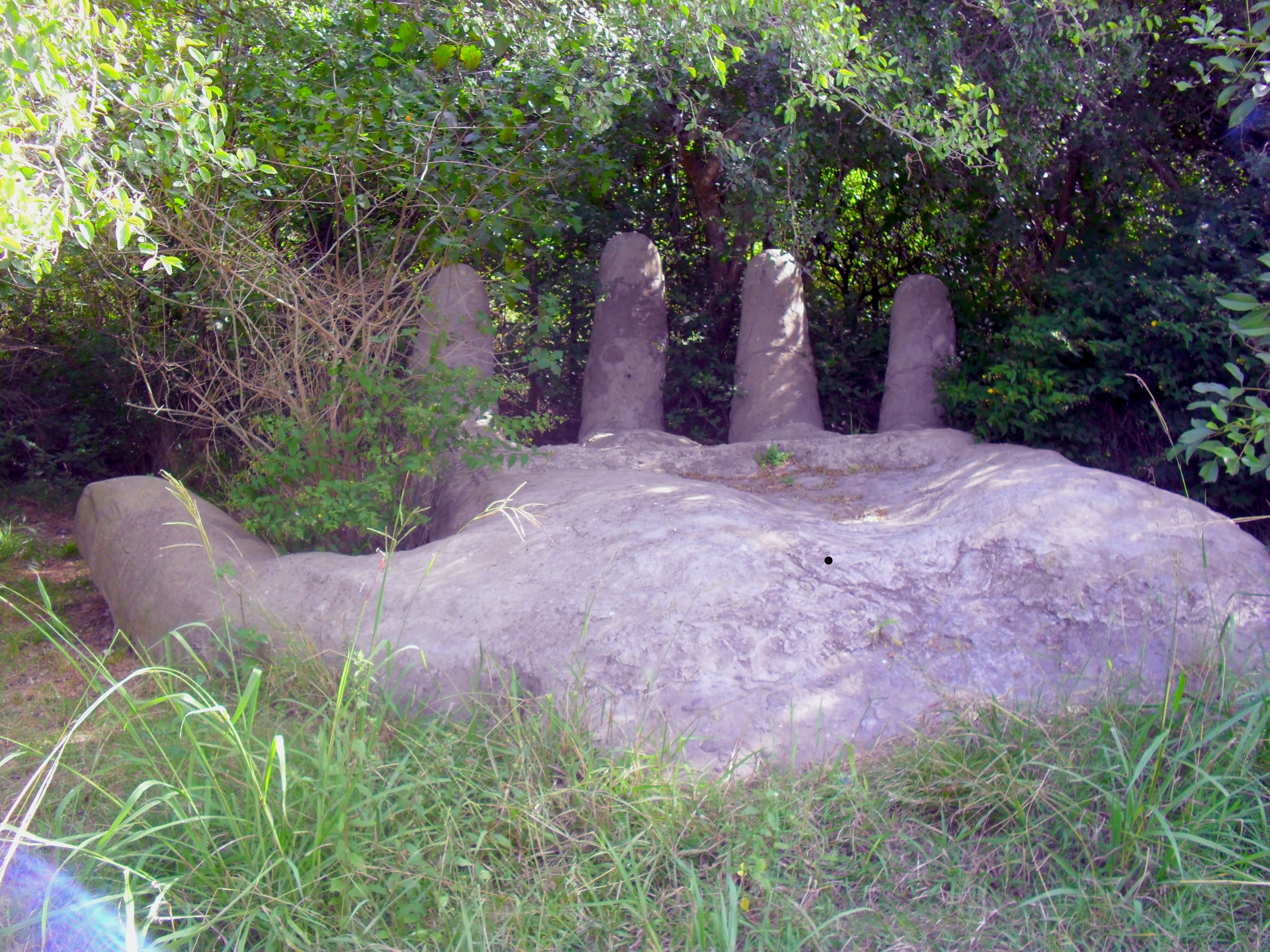
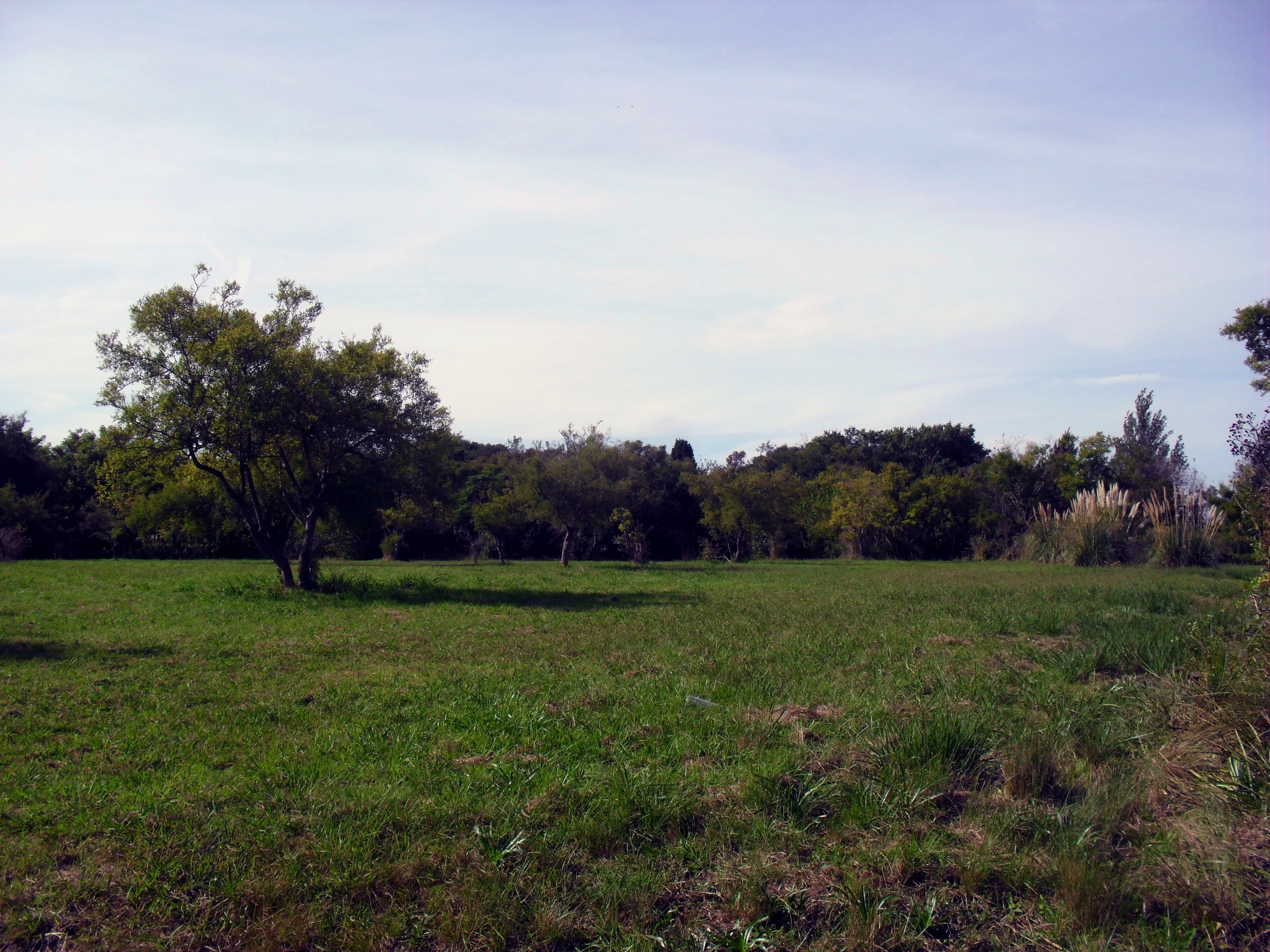
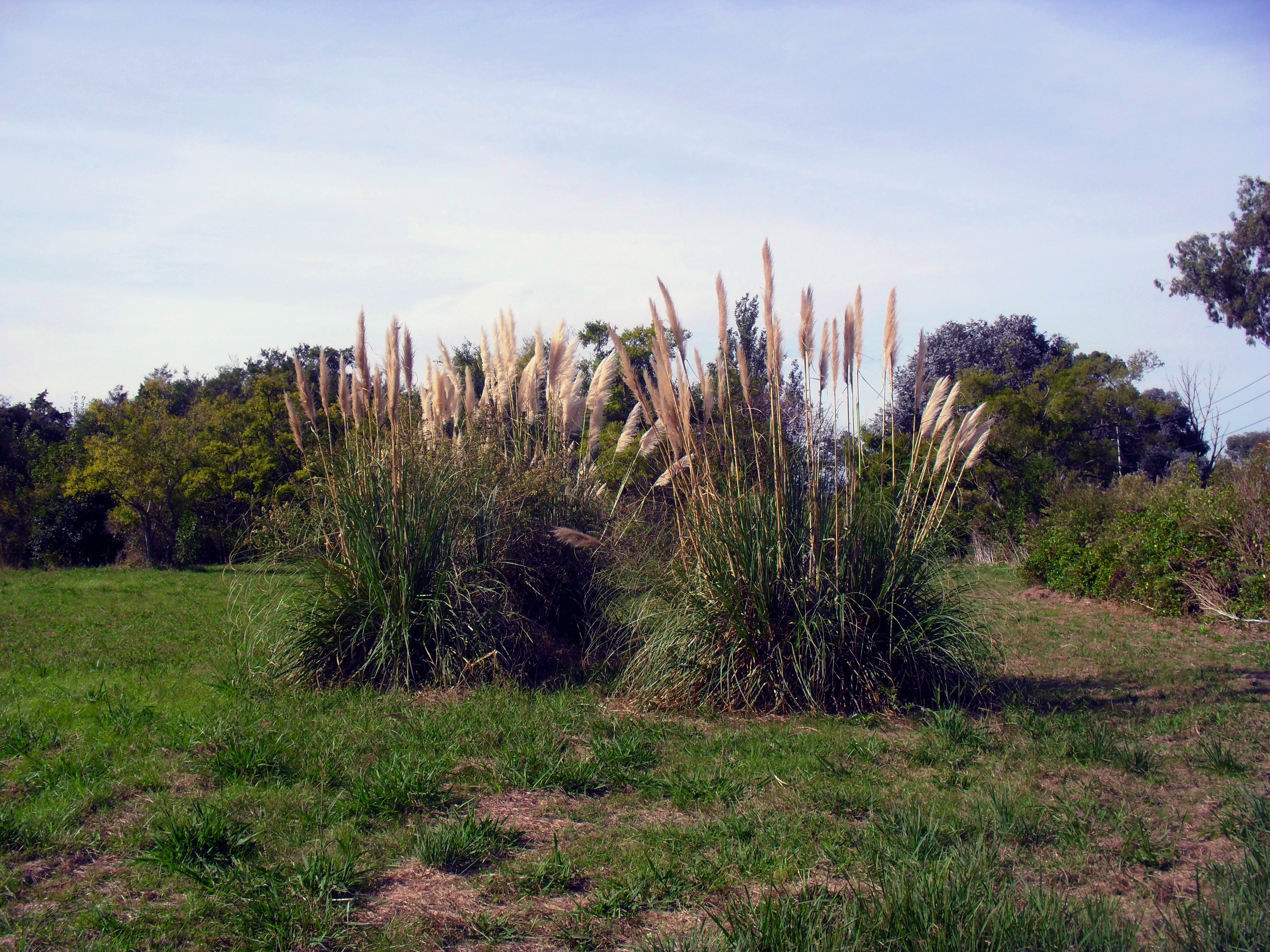
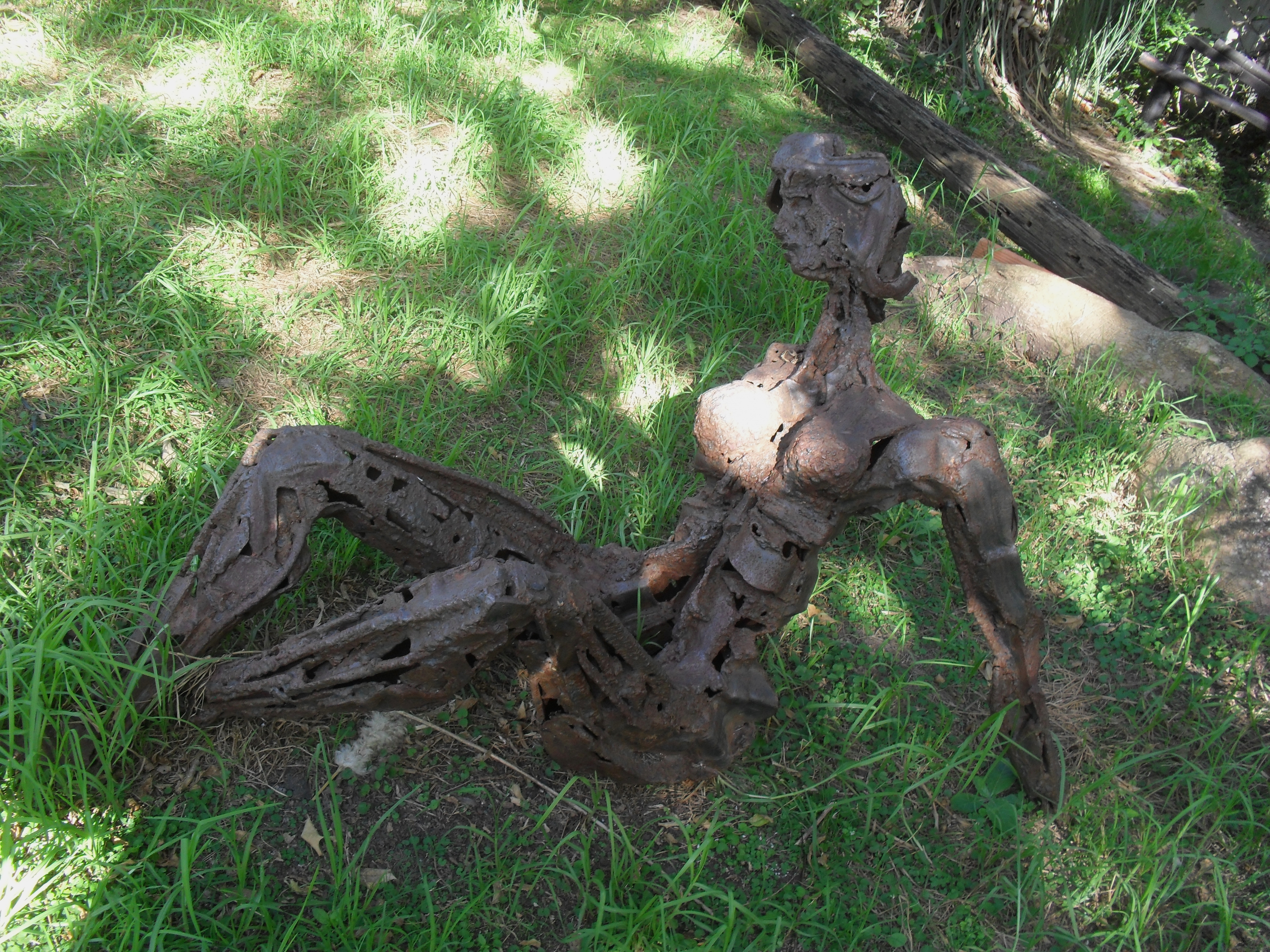
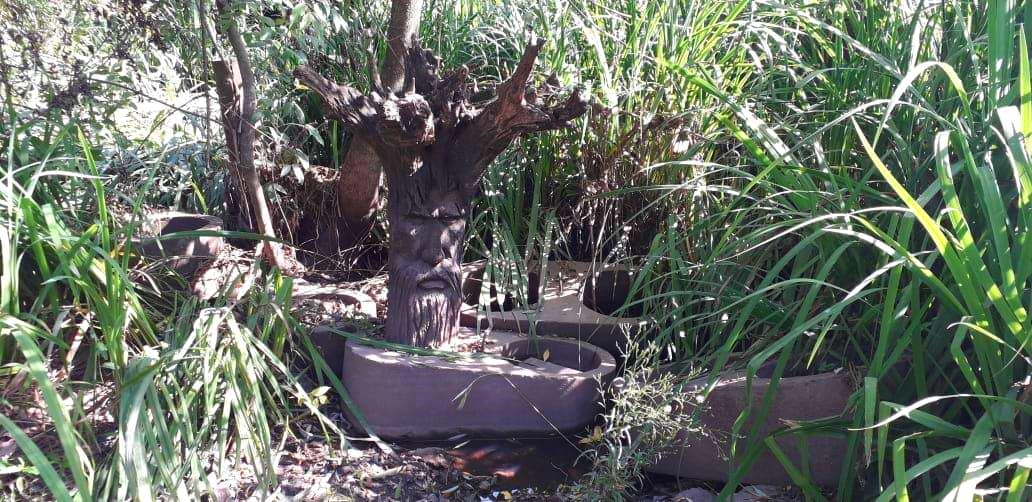
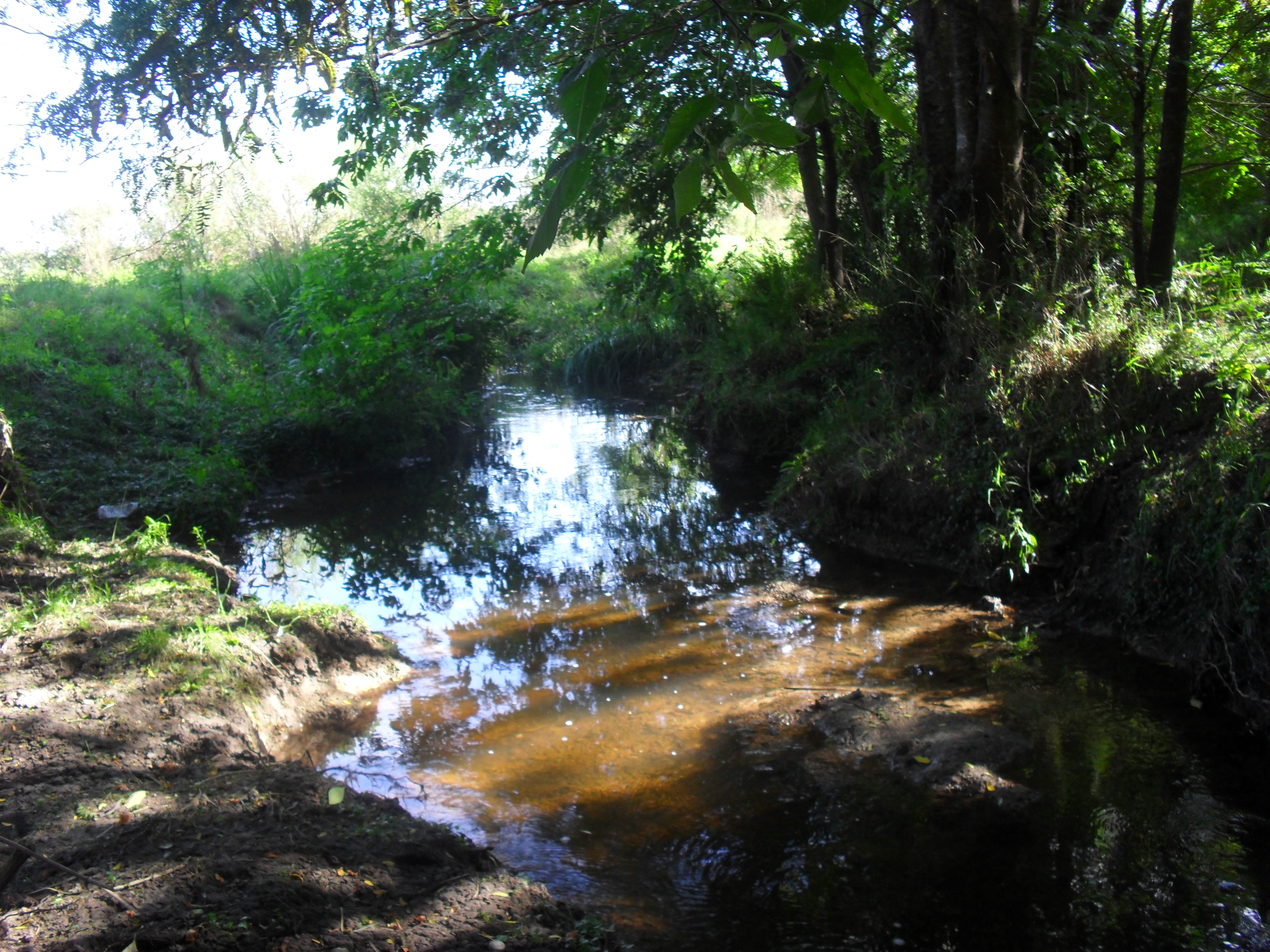
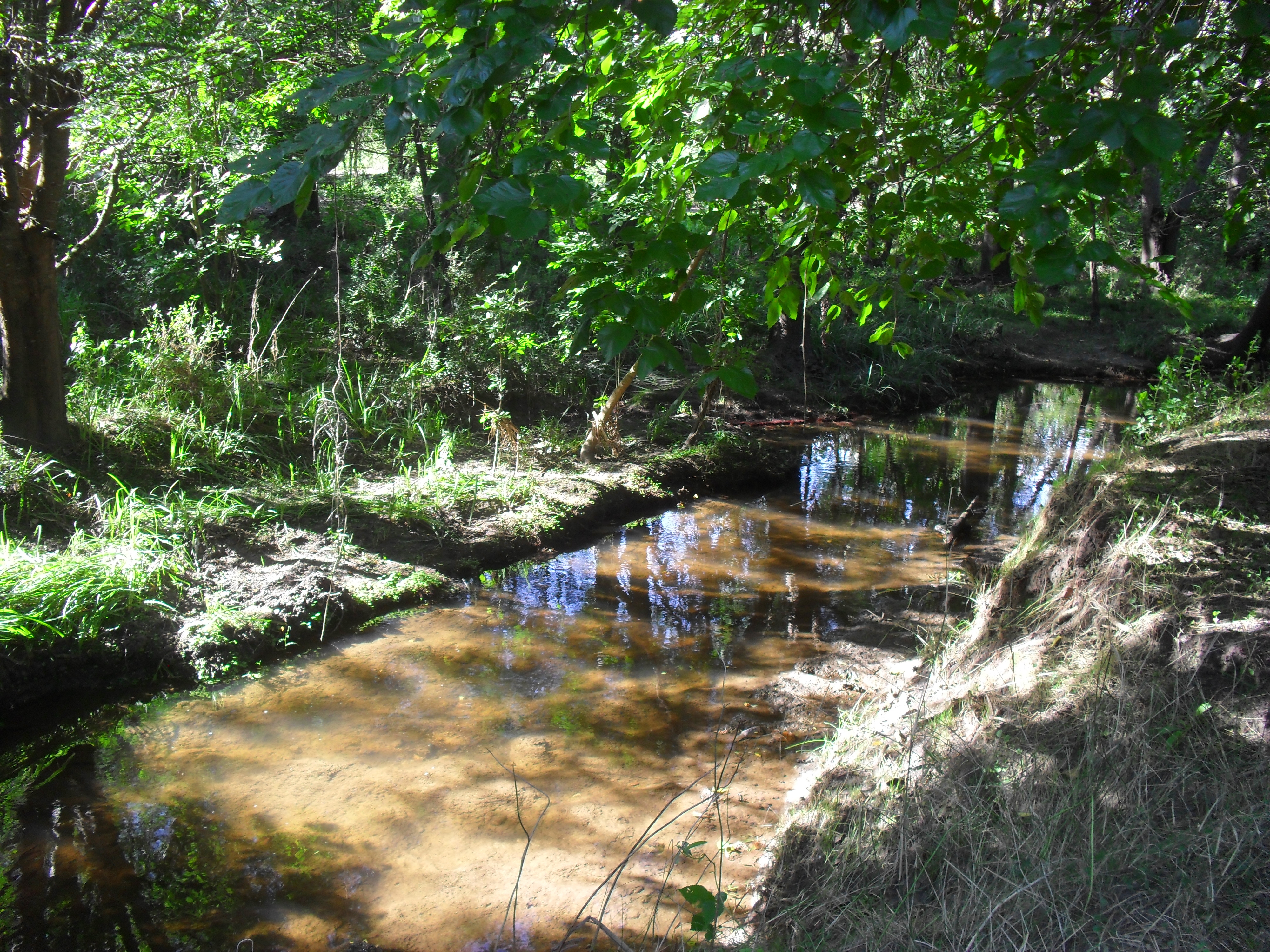